# شما با این علامت پیروز خواهید شد

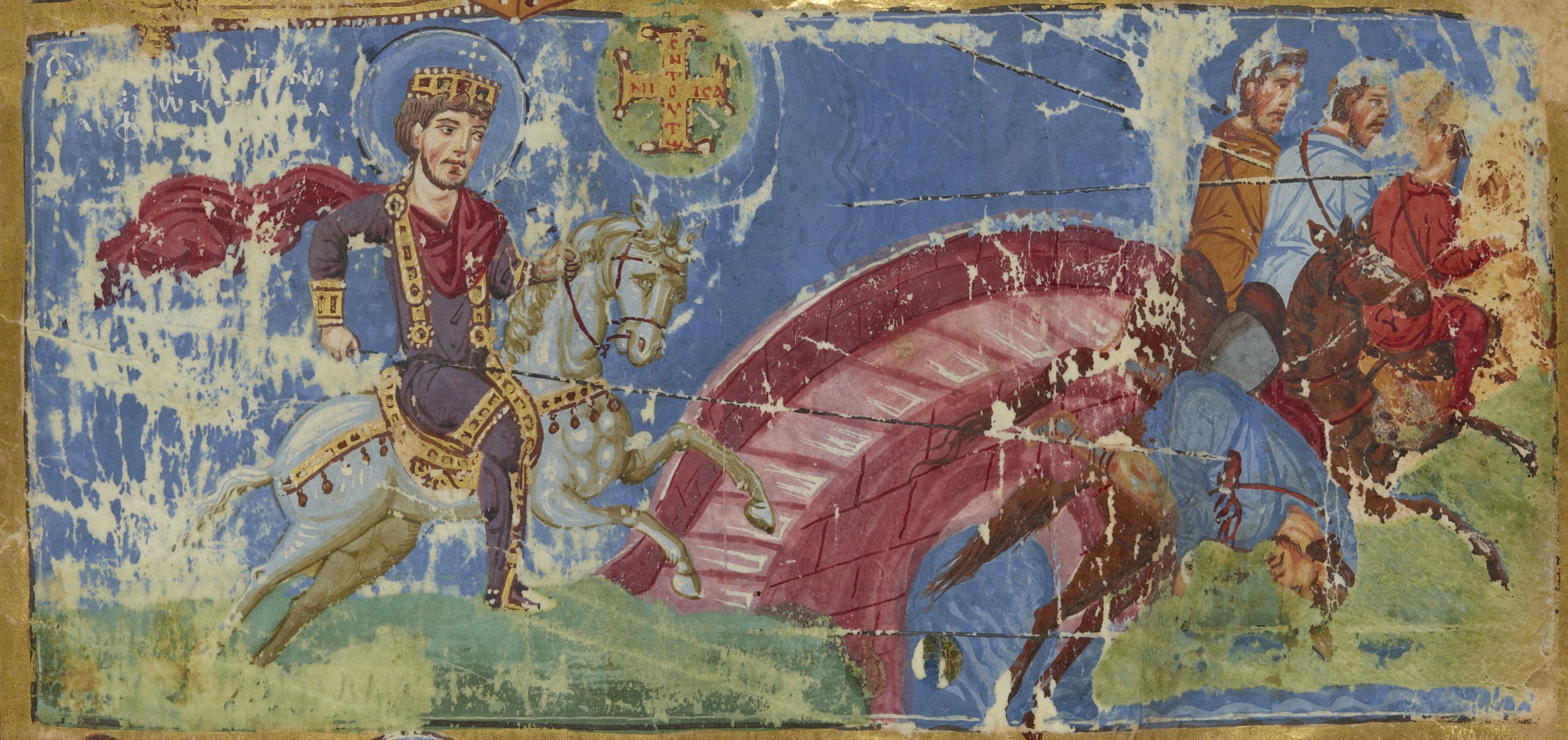
جزئیات از یک دست نوشته بیزانسی قرن نهم. کنستانتین بزرگ ماکسنتیوس را در پل میلوین شکست می‌دهد. رؤیای کنستانتین یک صلیب یونانی است که روی آن نوشته شده ἐν τούτῳ νίκα. شما با این علامت پیروز خواهید شد

شما با این علامت پیروز خواهید شد (ἐν τούτῳ νίκα) عبارتی یونانی است که به‌طور متعارف به انگلیسی به عنوان «در این علامت تو باید پیروز شوی» ترجمه شده‌است.
خود عبارت لاتین، به‌طور نسبتاً آزاد، عبارت یونانی (⎘ ווטוני באסטון) را "ἐν τούτῳ νίκα"، ترجمه شده به عنوان "en toútōi níka" (یونانی باستان (⎘ ווטונאי אúאúע אúעש בו׎ níka) ترجمه می‌شود. אוניקאני נוין): [en ˈtuto ˈnika])، در واژه به معنای «در این، تسخیر» است.

## تاریخ
امپراتور گفت که حدود ساعت ظهر، زمانی که روز کم‌کم‌رو به زوال بود، با چشمان خود در آسمان بالای خورشید صلیبی متشکل از نور دید و کتیبه ای به آن چسبیده بود که می‌گفت: «با این علامت پیروز خواهید شد» به گفته او، با دیدن این منظره، حیرت او را و تمام سپاهیانی که در سفر همراهی اش می‌کردند و ناظر معجزه بودند، فرا گرفت.
به علاوه او گفت که در ذهن خود شک کرده‌است که این ظهور چه معنایی می‌تواند داشته باشد، و در حالی که همچنان در معنای آن تفکر و تعقل می‌کرده، ناگهان شب فرا رسید. سپس در خواب، مسیح خدا با همان علامتی که در آسمان دیده بود بر او ظاهر شد و به او دستور داد که از آن علامتی که در آسمان دیده بود، مَثَل بسازد و آن را به عنوان محافظی در آسمان‌ها در تمام درگیری‌ها با دشمنانش قرار دهد.
در سپیده دم، او برخاست و رؤیا و شگفتی اش را به دوستان خود ابلاغ کرد. و سپس کارگران طلا و سنگ‌های قیمتی را جمع کرد و در میان آنها نشست و شکل علامتی را که دیده بود برای آنها توصیف کرد و به آنها دستور داد که آن را با طلا و سنگهای قیمتی نشان دهند. --

یوسیبوس قیصریه، زندگی کنستانتین بزرگ، باب ۲۸–۳۰.
لاکتانتیوس نویسنده اولیه مسیحی (حدود ۲۴۰ - حدود ۳۲۰) بود که مشاور اولین امپراتور روم مسیحی، کنستانتین بزرگ (و معلم پسرش) شد، و او را هدایت کرد. سیاست دینی امپراتور همان‌طور که در دوران سلطنت او توسعه یافت. اثر او درباره مرگ آزارگران دارای معنای عذرخواهی است، اما نویسندگان مسیحی به عنوان یک اثر تاریخی با آن برخورد می‌کنند. در اینجا لاکتانتیوس داستان دیدن کای-رو توسط کنستانتین را قبل از گرویدن او به مسیحیت حفظ می‌کند. متن کامل فقط در یک نسخه خطی یافت می‌شود.
اسقف یوسیبوس قیصریه از قیصریه، مورخ، اظهار می‌دارد که کنستانتین با ارتش خود در حال رژه بود (یوسیبوس مکان واقعی رویداد را مشخص نمی‌کند، اما به وضوح در اردوگاه رم نیست)، وقتی او به بالاو آسمان نگاه کرد. نگاهش به خورشید می‌افتد و صلیبی از نور را بالای آن می‌بیند، و همراه با آن کلمات یونانی «(ἐν) τούτῳ νίκα» («در این، غلبه کن»)، را بر روی علامت صلیب عبارتی که اغلب به لاتین ترجمه می‌شود مانند hoc signo vinces («در این علامت، پیروز خواهید شد»).
ابتدا کنستانتین معنای ظهور را نمی‌دانست، اما شب بعد، در خواب دید که مسیح به او توضیح داد که باید از علامت صلیب علیه دشمنان خود استفاده کند. استاندارد نظامی که کنستانتین در جنگ‌های بعدی خود علیه لیسینیوس استفاده کرد، ادامه می‌دهد و علامت کای-رو را نشان می‌دهد. گزارش‌های لاکتانتیوس و اوزبیوس، اگرچه کاملاً منسجم نیستند، اما به نبرد پل میلوین (۳۱۲ پس از میلاد مسیح) متصل شده‌اند، که در یک تصور رایج از دیدن علامت کای-رو در غروب قبل از نبرد توسط کنستانتین ادغام شده‌است.
این عبارت به‌طور برجسته به‌عنوان یک شعار روی نواری که با یک صلیب پرشور در سمت چپ آن باز می‌شود، در زیر پنجره‌ای بر روی Scala Regia، در مجاورت مجسمه سوارکاری امپراتور کنستانتین، در
واتیکان نوشته شده‌است.امپراتوران و سایر پادشاهان، با ادای احترام به پاپ، از پله‌های سلطنتی پایین می‌آیند و نوری را که از پنجره می‌تابد، با شعاری که یادآور دیدگاه کنستانتین است، مشاهده می‌کنند و به آنها یادآوری می‌شود که از صلیب پیروی کنند.